# Конте, Ибраима (футболист, 1991)
Ибраима Сори Конте (фр. Ibrahima Sory Conté; род. 3 апреля 1991, Конакри) — гвинейский футболист, полузащитник.

## Клубная карьера
Ибраима Конте является воспитанником «Гента». За клуб дебютировал в матче против «Вестерло». Свой первый гол забил в ворота «Спортинга» в Лиге Европы. Всего за «Гент» сыграл 84 матча, где забил 10 мячей и отдал 6 голевых передач.
31 января 2013 года перешёл в аренду в «Зюлте-Варегем», а затем перешёл за 600 тысяч евро. За клуб дебютировал в матче против «Серкль Брюгге». Свой первый гол забил в ворота «Мехелена». Всего за «Зюлте Варегем» сыграл 76 матча, где забил 5 мячей.
1 сентября 2014 года за 1,6 миллион евро перешёл в «Андерлехт». За клуб дебютировал в матче против «Льерса», где отдал голевой пас. Свой первый гол забил в ворота «Гента». 26 июня 2015 года получил травму колена и выбыл из строя на 112 дней. Всего за «Андерлехт» сыграл 46 матчей, где забил 3 мяча и отдал 5 голевых передач.
31 августа за миллион евро перешёл в «Остенде». За клуб дебютировал в матче против «Мехелена», где забил гол. 31 января 2013 года перешёл в аренду в «Васланд-Беверен». Сыграл 5 матчей, удалился в матче против «Стандарда». Всего за «Остенде» сыграл 23 матча, где забил 2 мяча.
5 августа 2019 года перешёл в «Берое». За клуб дебютировал в матче против пловдивского «Ботева». Свой первый гол забил в ворота «ЦСКА». В матче против «Ботев Враца» оформил дубль. Всего за «Берое» сыграл 42 матча, где забил 11 мячей.
24 июля 2021 перешёл в «Бней Сахнин». За клуб дебютировал в матче против «Маккаби Тель-Авив», где отдал две голевые передачи. Свой первый гол забил в ворота «Хапоэль Тель-Авив». 30 августа 2022 в матче против «Маккаби Хайфа» получил разрыв мышцы бедра. Всего за клуб сыграл 46 матчей, где забил 3 мяча и отдал 3 голевых пасов.
19 января 2023 года перешёл в «Маккаби (Кабилио Яффа)». За клуб дебютировал в матче против «Хапоэль (Акко)».

## Карьера в сборной
За сборную дебютировал в матче против сборной Буркина-Фасо. Сыграл на трёх Кубках африканских наций: в 2012, 2015 и в 2021 году.

## Достижения
- Финалист Кубка Бельгии: 2014, 2015